# Петров, Александр Трофимович
Александр Трофимович Петров (27 сентября 1927, Ленинград — 29 июля 1972, Будапешт) — советский футболист, полузащитник. Мастер спорта СССР. За сборную СССР провёл двенадцать матчей, из них девять неофициальных и три за олимпийскую сборную, забил один гол. Участвовал в летних олимпийских играх 1952 года.

## Биография

### Клубная карьера
Воспитанник ленинградской команды при заводе «Большевик». В 1946 году дебютировал за только что созданную омскую команду «Локомотив». За неё выступал до 1948 года. В 1949 году перешёл в новосибирский ДО. В 1950 году перебрался в московский ЦДКА. За армейский клуб выступал до его расформирования в 1952 году. Следующий сезон был вынужден провести в дубле московского «Динамо». В сезоне 1954 ЦДСА был возрожден, и Петров вернулся в команду, за которую выступал вплоть до 1957 года.
В 1953 году окончил школу тренеров при ГЦОЛИФК.
В 1959—62 годах играл за сборную ГСВГ.
В 1965—1966 тренировал ФК «Искра» (Смоленск).

### Карьера в сборной
За сборную СССР Петров дебютировал в товарищеском матче против сборной Польши 11 мая 1952 года.
На Олимпийских играх 1952 провёл 3 матча, забил один гол (в первом матче с Югославией).

## Достижения

### Командные
- Чемпион СССР: 1950, 1951.
- Обладатель кубка СССР: 1951, 1955.

### Личные
В списках 33 лучших футболистов сезона в СССР (5): № 1 (1951), № 2 (1950, 1955, 1956), № 3 (1957).
Награжден медалью «За доблестный труд в Великой Отечественной войне 1941—1945 гг.».